# Aïn Sebt
Aïn Sebt (en arabe : عين السبت) est une commune de la wilaya de Sétif en Algérie.